# Alexander von Nordmann
Alexander Davidovič von Nordmann (Ruotsinsalmi, 24 maggio 1803 – Helsinki, 25 giugno 1866) è stato un biologo finlandese.

## Biografia
Alexander von Nordmann nacque a Ruotensalmi (l'attuale Kotka). Fu professore di biologia a Odessa e collezionò campioni di storia naturale nella Russia meridionale. Nel 1849 divenne professore di zoologia presso l'Università di Helsinki. Morì di insufficienza cardiaca.
Il suo nome è commemorato da un crostaceo cladocero, Evadne nordmanni, e da un abete, Abies nordmanniana.